# Smit International
 (février 2016).
Si vous disposez d'ouvrages ou d'articles de référence ou si vous connaissez des sites web de qualité traitant du thème abordé ici, merci de compléter l'article en donnant les références utiles à sa vérifiabilité et en les liant à la section « Notes et références ».

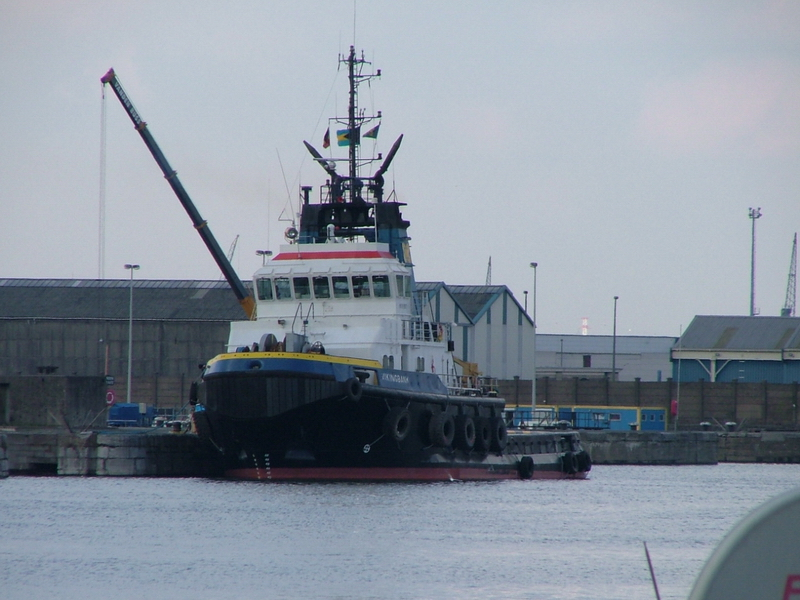
Un remorqueur de Smit International.

Smit Internationale N.V. ou Smit International est une entreprise néerlandaise du secteur maritime (renflouement, remorquage et navire transporteur de colis lourds). Fondée en 1842 par Fop Smit, elle a été rachetée par Boskalis en 2010.
L'entreprise est notamment connue pour sa division salvage qui renfloue les navires en difficultés. Elle a travaillé sur le Koursk K-141 (2000), le Prestige (2001), le Tricolor (2002), le Mighty Servant 3 (2006), le Costa Concordia (2012), le MSC Flaminia (2012), le  Modern Express (2016) ou encore l'Ever Given (2021).